# Theodor Burchardi

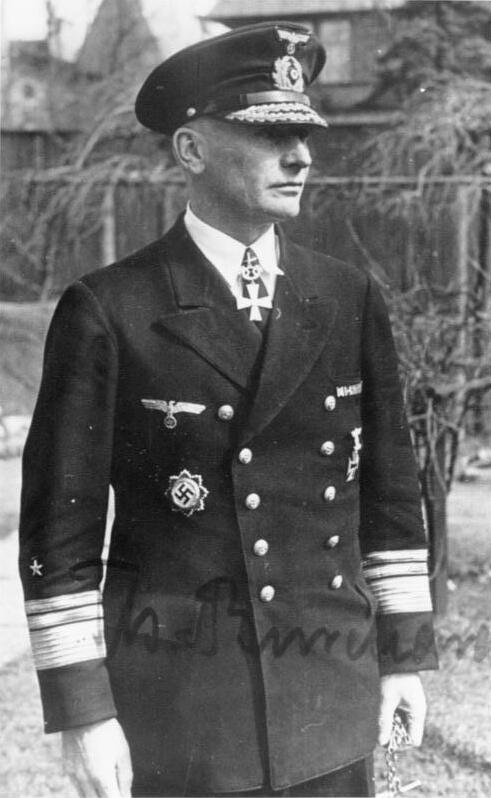
Vizeadmiral Theodor Burchardi, 1944

Theodor Burchardi (* 14. Mai 1892 in Homberg (Efze); † 12. August 1983 in Glücksburg) war ein deutscher Marineoffizier, zuletzt Admiral im Zweiten Weltkrieg.

## Leben
Burchardi trat am 1. April 1911 als Seekadett in die Kaiserliche Marine ein und absolvierte seine Schiffsausbildung auf dem Großen Kreuzer Hansa. Während des anschließenden Besuchs der Marineschule wurde er am 15. April 1912 zum Fähnrich zur See ernannt und kam am 1. Oktober 1913 auf den Großen Kreuzer Seydlitz.
Hier wurde er kurz nach Ausbruch des Ersten Weltkriegs am 3. August 1914 zum Leutnant zur See befördert. Ab 3. Januar 1915 wurde er auf dem Großen Kreuzer Moltke eingesetzt und vom 6. Mai bis 15. Juni 1915 kurzzeitig zu einem Artillerielehrgang auf Kaiserin Augusta kommandiert. Anschließend erfolgte seine Versetzung zur 1. Torpedobootshalbflottille und seine Verwendung als Wachoffizier. Nach seiner Beförderung zum Oberleutnant zur See am 26. April 1917 übernahm Burchardi mit dem Torpedoboot G 39 sein erstes eigenes Kommando, dass er bis Ende 1918 innehaben sollte.
Nach Kriegsende wurde Burchardi in die Reichsmarine übernommen und den Seestreitkräften der Ostsee zugeteilt. Er übernahm am 23. August 1920 das Minensuchboot M 2. Als Nächstes ernannte man Burchardi am 27. September 1921 zum Kompaniechef in der VI. Marineartillerieabteilung in Emden und beförderte ihn am 1. Februar 1922 zum Kapitänleutnant. Für zwei Jahre erhielt Burchardi mit dem Torpedoboot G 11 ab 23. September 1924 wieder ein Schiffskommando. Nach einer einjährigen Verwendung als Adjutant beim Inspekteur der Marineartillerie kam Burchardi am 3. Oktober 1927 als Artillerieoffizier auf den Kleinen Kreuzer Amazone und in gleicher Funktion vom 3. Januar bis 14. März 1929 auf den Kleinen Kreuzer Nymphe. Von dort wurde Burchardi am 17. April 1929 als Artillerieoffizier auf den gerade in Dienst gestellten Leichten Kreuzer Königsberg versetzt und am 1. Januar 1930 zum Korvettenkapitän befördert. Ende September 1931 erfolgte seine Versetzung als Kommandeur zur V. Marineartillerieabteilung nach Pillau und er fungierte dort in Vertretung auch wiederholt als Befehlshaber der Kommandantur Pillau. Anschließend übernahm Burchardi vom 1. Oktober 1934 zwei Jahre lang die II. Schiffsstammabteilung der Ostsee in Stralsund und wurde am 1. April 1935 Fregattenkapitän. Dann übertrug man ihm für ein Jahr die Leitung des Marineartilleriezeugamtes Kiel.
Nach seiner Beförderung zum Kapitän zur See am 1. Januar 1937 erhielt er am 15. Oktober das Kommando über den Leichten Kreuzer Köln und war mit diesem u. a. während des Spanischen Bürgerkriegs an der Sicherung der spanischen Mittelmeerküste beteiligt.
Zu Beginn des Zweiten Weltkriegs kam das Schiff in der Ostsee zum Einsatz. Burchardi gab das Kommando am 14. Januar 1940 ab und wurde zum Chef des Stabes der Kriegsmarinewerft Kiel ernannt. Am 1. Januar 1941 erhielt er die Beförderung zum Konteradmiral und wurde in der Folge am 19. Mai zum Marinebefehlshaber D und bei der Umbenennung diese Dienststelle am 6. November 1941 zum Marinebefehlshaber und Admiral Ostland ernannt. Am 1. Februar 1943 wurde er zum Vizeadmiral befördert.
Am 17. Juni 1944 ernannte man Burchardi zum Kommandierenden Admiral Östliche Ostsee und beförderte ihn am 1. Januar 1945 zum Admiral. In dieser Funktion führte er das Unternehmen Aster zur Evakuierung deutscher Truppen vor der nachrückenden Roten Armee. In den letzten Kriegsmonaten gelang es Burchardi, mit den in seinem Verantwortungsbereich liegenden Marineeinheiten die Rückführung deutscher Truppen und die Evakuierung von Flüchtlingen vor der anrückenden Roten Armee über die Ostsee zu organisieren.
Burchardi geriet am 18. April 1945 in britische Kriegsgefangenschaft, aus der er am 24. Februar 1946 entlassen wurde.

## Rezeption
Die rechtsextreme National-Zeitung porträtierte Burchardi im Mai 2000 in ihrer Serie „Große deutsche Soldaten – unsterbliche Helden“. Burchardi wird zu den „untadeligsten und verdientesten deutschen Soldaten“ gezählt, der dazu beigetragen habe, dass „[w]eit mehr als zwei Millionen Menschen […] dem Zugriff Stalins entzogen“ werden konnten. In der Serie wurden ausschließlich dem NS-Regime treu ergebene Soldaten gewürdigt, zum Teil unter Verwendung von sprachlichen Formeln der Wehrmachts- und NS-Propaganda. Der Politikwissenschaftler Fabian Virchow ordnet die Serie in „die Vorstellung der extremen Rechten von den auf die Tat orientierten, den Lauf des Geschehens/der Geschichte im Interesse des ‚nationalen‘ oder ‚völkischen‘ Kollektivs gestaltenden Männern“ ein. Die Charakterisierungen verwiesen „zugleich auf eine Konzeptualisierung von Männlichkeit, deren Profil – sehr vereinseitigt – durch Eigenschaften wie ‚Härte‘, ‚Opferbereitschaft‘, ‚Todesmut‘, ‚Tapferkeit‘, ‚Zähigkeit‘, ‚Schneid‘ oder ‚Steherqualitäten‘ zu markieren wäre“.

## Auszeichnungen
- Eisernes Kreuz (1914) II. und I. Klasse
- Spange zum Eisernen Kreuz II. und I. Klasse
- Deutsches Kreuz in Gold am 31. März 1944[4]
- Ritterkreuz des Eisernen Kreuzes mit Eichenlaub[4]
  - Ritterkreuz am 29. September 1944
  - Eichenlaub am 8. April 1945 (823. Verleihung)
- Finnischer Orden des Freiheitskreuzes I. Klasse am 7. Juni 1943